# ダマスカス (オハイオ州)
ダマスカス（英語: Damascus）は、アメリカ合衆国オハイオ州のマホニング郡南部とコロンビアナ郡北部に跨る非法人コミュニティ、およびそれを中心とした国勢調査指定地域。セイラム小都市圏、ヤングスタウン・ウォーレン広域都市圏に含まれる。人口は418人（2020年国勢調査）。

## 歴史
ダマスカスは1808年に区画整理が行われた。名前はシリアのダマスカスに由来する。ダマスカスはクエーカー教徒が中心となってつくられた。ダマスカス郵便局は1828年に開局した。

## 地理
町は国道62号線とオハイオ州道173号線とオハイオ州道534号線の交差点に位置する。
アメリカ合衆国国勢調査局によると、2023年の総面積は0.806平方マイル (2.09 km2)で、そのうち陸地は0.799平方マイル (2.07 km2)、水域は0.007平方マイル (0.018 km2)、割合は0.87パーセントである。

## 住民
2020年国勢調査によると人口は418人である。人種別だと白人がほとんどを占める。
| 人種 / 民族 (NH = 非ヒスパニック)           | 人口 | 割合   |
| ------------------------------------------- | ---- | ------ |
| 白人 (NH)                                   | 385  | 92.11% |
| アフリカ系アメリカ人 (NH)                   | 3    | 0.72%  |
| ネイティブ・アメリカン・アラスカ先住民 (NH) | 1    | 0.24%  |
| アジア系アメリカ人 (NH)                     | 1    | 0.24%  |
| 太平洋諸島系 (NH)                           | 0    | 0.00%  |
| その他の人種 (NH)                           | 1    | 0.24%  |
| 混血 (NH)                                   | 16   | 3.83%  |
| ヒスパニック/ラテン系アメリカ人             | 11   | 2.63%  |
| 合計                                        | 418  | 100%   |

## 著名な人物
- ジョン・C・ゴーント（英語版） - 南北戦争で名誉勲章を受章